# 연향도서관
연향도서관은 전라남도 순천시 연향동 소재의 시립 도서관이다.

## 이용 안내
이용 시간
- 열람실: 매일 08:00~22:00
- 어린이자료실: 09:00~18:00
- 종합자료실: 09:00~22:00

휴관일
- 매월 첫번째 월요일
- 주말을 제외한 법정 공휴일